# Caillou
Caillou (/kɑːjʊ, -juː/ KAH-yuu-,_--yoo; franceză: [kaju], stilizat în litere mici) este un serial de televiziune educativ de animație pentru copii care a fost difuzat pe Teletoon (ambele versiuni în engleză și franceză) –  cu primul episod difuzat pe primul canal pe 15 septembrie 1997 –  până la al patrulea sezon. După aceea, al cincilea sezon s-a mutat la Treehouse TV, iar finalul serialului a fost difuzat pe 17 aprilie 2011. A fost difuzat, de asemenea, pe PBS și PBS Kids Channel.
Bazat pe cărțile de Hélène Desputeaux, serialul se concentrează pe un băiat de patru ani pe nume Caillou care este fascinat de lumea din jurul său. Serialul a fost produs în Canada de CINAR Corporation (ulterior Cookie Jar Entertainment), iar al cincilea și ultimul sezon a fost produs în asociere cu studioul sud-african Clockwork Zoo.
In 2023, s-a anunțat că serialul o să fie readus. A fost programat inițial pentru lansare pe Peacock cu 52 de episoade de un sfert de oră în 2023, dar a început în final să fie disponibil pe 15 februarie 2024 cu o serie de 7 episoade.

## Premisa
Caillou trăiește într-o casă albastră la 17 Pine Street (așa cum se menționează în episodul „Unde locuiesc eu“), împreună cu mama sa, tatăl său și sora sa mai mică, Rosie. Are multe aventuri cu familia și prietenii și își folosește imaginația în fiecare episod.
Fiecare episod din Sezonul 1-3 are o temă și este împărțit în mai multe secțiuni scurte, care combină animații, schițe de păpuși și videoclipuri ale copiilor în situații reale. În sezoanele 4-5, episoadele sunt împărțite în 3 secțiuni scurte; segmentul de păpuși a fost abandonat, împreună cu versiunea "Real Kids" a segmentului.
În primul sezon, multe dintre poveștile din versiunea animată au început cu o bunică (care este și naratorul spectacolului), introducând povestea nepoților ei, apoi citind povestea dintr-o carte. Din cel de-al doilea sezon, naratorul / bunica este un personaj nevăzut.

## Difuzarea în România
În România serialul este difuzat pe Minimax, JimJam, Antena 1 și Antena Stars.